# Юлія Пшилембська
Юлія Анна Пшилембська (пол. Julia Anna Przyłębska; до шлюбу Жмудзіньська (пол. Żmudzińska)) (нар. 16 листопада 1959 року, Бидгощ) — польська юристка і суддя, нинішня голова Конституційного суду Польщі з грудня 2016. На думку частини юристів, до цього призначення дійшло з порушенням закону.

## Біографія
1982 року закінчила факультет права та адміністрування в університеті ім. А. Міцкевича (Познань). Під час навчання входила до складу Незалежної асоціації студентів.
З 1984 по 1998 рік була суддею-стажисткою та помічницую судді в обласному суді Познані. З 1988 по 1991 рік посідала посаду судді в районному суді в Познані, в цивільному департаменті.
З 1991 по 1988 рік працювала делегованою суддею, а потім суддею обласного суду в Познані у департаменті соціального страхування. З 1990 по 1992 рік очолювала Раду працівників при обласному суді в Познані. З 1990 по 1997 рік була заступницею голови обласної виборчої комісії в Познані.
З 1998 по 2007 рік, вийшовши у відставку, працювала у дипломатії як консулка і дипломатка — радниця посольства в посольстві Польщі в Кельні і Берліні. Як представниця польського посольства входила до команди, що вела перемовини про компенсацію за примусову працю. Відповідала за співпрацю Уповноваженого з громадських інтересів та архівами Штазі — вона встановила зв'язок між цими органами і згодом координувала співробітництво з Інститутом Національної пам'яті. Входила до відділу збору інформації в архіві міста Бад-Арользен. 2006 року була відповідальна за відновлення прав на нерухомість в Берліні, яку польський уряд придбав у 1939 році, щоб побудувати там польський інститут. Підготувала правовий аналіз для Міністерства закордонних справ, що стосувався національного і міжнародного права. З 2005 по 2007 рік координувала переговори щодо компенсацій жертвам нацистських злочинів і наданню польській діаспорі (Полонії) статус меншини в Німеччині.
Отримала медаль від Асоціації єврейських ветеранів і жертв Другої Світової Війни.
2007 року відновила суддівську діяльність в обласному суді Познані, в VIII відділі соціального забезпечення. З 2009 року була заступницею голови Департаменту, а з 1 липня 2015 року головою департаменту трудового права та соціального забезпечення.
Брала участь у європейських стажуваннях та конференціях із питань національного та європейського законодавства.
У грудні 2015 року, за рекомендацією правлячої партії «Право і справедливість», обрана до Конституційного суду Республіки Польща. 21 грудня 2016 року Президент Республіки Польщі призначив її головою Конституційного суду.

## Особисте життя
Чоловік — Анджей Пшилембський, професор філософії Університету Адама Міцкевича в Познані, політик і посол Польщі в Берліні. Мають двох синів.